# Philadelphia Eagles
Philadelphia Eagles su NFL momčad iz Philadelphije u Pennsylvaniji. Osnovani su 1933., a do danas su osvojili četiri naslova prvaka NFL lige. Natječu se u istočnoj diviziji NFC konferencije, a svoje domaće utakmice igraju na stadionu Lincoln Financial Field.

## Povijest kluba

### Počeci i tri osvojena prvenstva
Eaglesi su osnovani 1933. te su ušli u NFL kao zamjena za klub Frankford Yellow Jackets koji je bankrotirao tijekom sezone 1931. Prvih desetak sezona bilježili su redom vrlo loše rezultate, a prva sezona koju su završili pobjedničkim omjerom bila je 1943. Te sezone momčad je nastupala pod imenom "The Steagles", pošto su se Eaglesi privremeno spojili s Pittsburgh Steelersima zato što je i jedna i druga momčad izgubila mnogo igrača zbog vojne obveze.
Krajem četrdesetih momčad počinje bilježiti prve uspjehe. Do prve finalne utakmice u povijesti dolaze 1947. Nakon osvojene divizije, za naslov prvaka igraju protiv Chicago Cardinalsa od kojih gube 28:21. Uzvrat slijedi godinu kasnije. Eaglesi na domaćem terenu u utakmici igranoj po sniježnoj oluji pobjeđuju 7:0 i osvajaju svoj prvi naslov prvaka. Sljedeće sezone ponavljaju uspjeh i nakon 11 pobjeda u 12 utakmica osvajaju diviziju i osiguravaju finalnu utakmicu protiv Los Angeles Ramsa. Po drugi put zaredom Eaglesi pobjeđuju u finalu bez primljenog poena, utakmica završava rezultatom 14:0. 
Nakon toga za momčad slijedi razdoblje osrednjih rezultata, te u sezonama od 12 utakmica do 1960. nijednom ne uspijevaju ostvariti više od sedam pobjeda. Predvođeni quarterbackom Normom Van Brocklinom (9 puta izabranim u Pro Bowl) i linebackerom Chuckom Bednarikom (8 puta u Pro Bowlu), Eaglesi 1960. osvajaju diviziju po prvi puta od 1949. U finalnoj utakmici pobjeđuju prvake zapadne divizije Green Bay Packerse 17:13 (to će Packersima biti posljednji poraz u doigravanju do 1972., u međuvremenu će osvojiti naslov 5 puta).  

### Od 1961. do 1998.
Nakon osvojenog prvenstva 1960. za Eaglese slijedi 17 mučnih godina bez doigravanja sa samo dvije pobjedničke sezone (1961. i 1966.). Za to vrijeme klub je gotovo bankrotirao i dvaput mijenjao vlasnika. Dick Vermeil postaje 1976. glavni trener, te uz pomoć quarterbacka Rona Jaworskog od 1978. do 1981. četiri puta zaredom dovodi momčad u doigravanje. 1980. osvajaju i diviziju po prvi puta od 1960. s 12 pobjeda u 16 utakmica. U doigravanju izbacuju redom Minnesota Vikingse quarterbacka Frana Tarkentona (31:16) i Dallas Cowboyse trenera Toma Landrya (20:7) i tako dolaze do prvog Super Bowla u svojoj povijesti. U finalnoj utakmici igranoj u New Orleansu Eaglesi gube od Oakland Raidersa 27:10.
Kraj osamdesetih i veći dio devedesetih Eaglesima donosi prilično dobre rezultate. Momčad za to vrijeme vode treneri Buddy Ryan (1986. do 1990.), Rich Kottie (1991. do 1994.) i Ray Rhodes (1995. do 1998.). Eaglesi se tada šest puta plasiraju u doigravanje. Za to vrijeme prvi quarterback im je Randall Cunningham, a jedna od zvijezda je i Reggie White, defensive end koji 1993. prelazi u Green Bay Packerse, a u karijeri je 13 puta bio biran u Pro Bowl.

### Od 1999. do danas
Nova era u Philadelphiji počinje 1999. kada u momčad dolazi novi trener Andy Reid, a na draftu je izabran quarterback Donovan McNabb. Već 2000. Eaglesi su u playoffu. Iz sezone u sezonu momčad napreduje, 2001. osvajaju diviziju i dolaze do konferencijskog finala gdje gube 29:24 od St. Louis Ramsa. Diviziju osvajaju i 2002. i 2003., svaki put s 12 pobjeda. I tada dolaze konferencijskog finala gdje bivaju poraženi od Tampa Bay Buccaneersa (2002.) i Carolina Panthersa (2003.). Korak dalje Eaglesi ostvaruju 2004. Momčad predvođena McNabbom, safetyem Brianom Dawkinsom i wide receiverom Terrellom Owensom pobjeđuje 13 puta u sezoni i u doigravanju izbacuje Minnesota Vikingse (27:14) i Atlanta Falconse (27:10). U Super Bowlu im je protivnik Tom Brady sa svojim New England Patriotsima koji pobjeđuju 24:21.
Od 2004. do danas Eaglesi imaju većinom uspješne sezone, u 9 sezona su 5 puta u doigravanju. Dolaze i do konferencijskog finala 2008. gdje gube od Arizona Cardinalsa 32:25. Nakon samo 4 pobjede u sezoni 2012. uprava otpušta Reida i za trenera postavlja Chipa Kellya. Eaglesi 2013. predvođeni quarterbackom Nickom Folesom i running backom LeSeanom McCoyem ulaze u doigravanje odmah u prvoj Kellyevoj sezoni.

## Učinak po sezonama od 2008.
| Sezona | Liga | Konferencija | Divizija | Regularni dio sezone | Regularni dio sezone | Regularni dio sezone | Regularni dio sezone | Uspjeh u doigravanju              |
| Sezona | Liga | Konferencija | Divizija | Poz.                 | Pob.                 | Por.                 | Ner.                 | Uspjeh u doigravanju              |
| ------ | ---- | ------------ | -------- | -------------------- | -------------------- | -------------------- | -------------------- | --------------------------------- |
| 2008.  | NFL  | NFC          | Istok    | 2.                   | 9                    | 6                    | 1                    | poraženi u konferencijskom finalu |
| 2009.  | NFL  | NFC          | Istok    | 2.                   | 11                   | 5                    | 0                    | poraženi u wild-card rundi        |
| 2010.  | NFL  | NFC          | Istok    | 1.                   | 10                   | 6                    | 0                    | poraženi u wild-card rundi        |
| 2011.  | NFL  | NFC          | Istok    | 2.                   | 8                    | 8                    | 0                    |                                   |
| 2012.  | NFL  | NFC          | Istok    | 4.                   | 4                    | 12                   | 0                    |                                   |
| 2013.  | NFL  | NFC          | Istok    | 1.                   | 10                   | 6                    | 0                    | poraženi u wild-card rundi        |
| 2014.  | NFL  | NFC          | Istok    | 2.                   | 10                   | 6                    | 0                    |                                   |
| 2015.  | NFL  | NFC          | Istok    | 2.                   | 7                    | 9                    | 0                    |                                   |
| 2016.  | NFL  | NFC          | Istok    | 4.                   | 7                    | 9                    | 0                    |                                   |
| 2017.  | NFL  | NFC          | Istok    | 1.                   | 13                   | 3                    | 0                    | osvojili Super Bowl LII           |
| 2018.  | NFL  | NFC          | Istok    | 2.                   | 9                    | 7                    | 0                    | poraženi u divizijskoj rundi      |